# Egil Hylleraas
Egil Andersen Hylleraas (Engerdal, Noruega, 15 de maio de 1898 – Oslo, 28 de outubro de 1965) foi um físico teórico norueguês, que trabalhou com física atômica e é conhecido pelo tratamento quanto-mecânico do átomo de dois elétrons (hélio).

## Vida
Hylleraas foi o caçula de onze filhos de um professor e agricultor em uma pequena aldeia montanhosa no sul da Noruega (Engerdal). O nome Hylleraas é o nome da fazenda, o nome de se pai era Ole Andersen. Hylleraas estudou  matemática e física a partir de 1918 na Universidade de Oslo para se tornar um professor e foi, depois de se formar em 1924, alguns anos professor ginasial em Oslo. Além disso, escreveu artigos sobre birrefringência em cristais e recebeu uma bolsa de estudos para estudar de 1926 a 1928 na [Universidade de Göttingen]] com Max Born. Primeiro continuou seu trabalho em estrutura cristalina (sendo Max Born considerado um especialista), mas passou sob a influência de Born a dedicar-se à então emergente mecânica quântica. Em 1931 tornou-se membro do Instituto Christian Michelsen em Bergen, obteve um doutorado em 1933 na Universidade de Oslo e em 1937 tornou-se o sucessor de Vilhelm Bjerknes, professor de física teórica em Oslo, onde permaneceu até sua morte por um ataque cardíaco.
Em 1947/1948 esteve no Instituto de Estudos Avançados de Princeton e em 1962/1963 na Universidade de Wisconsin-Madison. Na década de 1950 foi um dos representantes da Noruega nas então fundadas Organização Europeia para a Pesquisa Nuclear (CERN) e Nordita (Nordic Institute for Theoretical Physics).

## Trabalho
Em 1926 Hylleraas foi pioneiro na aplicação da mecânica quântica em átomos multi-elétron em Göttingen, além do simples caso do hidrogênio (dois elétrons). Por sugestão de Born estudou a energia de ionização no hélio. A antiga teoria de Bohr-Sommerfeld previa 28 eV, Albrecht Unsöld publicou uma teoria de perturbação de primeira ordem em 1927 com 20,41 eV, mas nos experimentos a energia era de 24,59 eV. Hylleraas encontrou em seu primeiro trabalho 24,35 eV e melhorou o valor até 1929 para 24,47 eV. Isso foi considerado um sucesso da nova mecânica quântica na forma da mecânica ondulatória de Schrödinger. Seus novos métodos variacionais (atualmente usados como epônimo, assim como as abordagens de função de onda) formaram uma das bases para os cálculos da mecânica quântica em física atômica e os cálculos numéricos que ele usou com uma calculadora de mesa, foram algumas das primeiras aplicações importantes da física computacional. Isso marcou o caminho a seguir, caracterizado principalmente pela disponibilidade de computadores mais rápidos.
Em 1930 provaram ele e Hans Bethe a estabilidade do íon hidrogênio negativo (isto é, um núcleo de hidrogênio com dois elétrons), que foi detectado na atmosfera solar em 1938. Também lidou com a mecânica quântica de moléculas e redes, como o hidreto de lítio em 1930, seguido por trabalhos adicionais sobre moléculas diatômicas na década de 1930. Além disso na década de 1930 trabalhou com átomos como boro, berílio e carbono, muitas vezes em colaboração com o espectroscopista Bengt Edlén.

## Obras
- Reminiscences from Early Quantum Mechanics of Two-Electron Atoms, Proceedings of the International Symposium on Atomic and Molecular Quantum Mechanics in Honor of Egil A. Hylleraas, Reviews of Modern Physics, Volume 35, 1963, p. 421–431.
- Mathematical and Theoretical Physics, New York 1970 (original norueguês em 4 volumes, Oslo 1950–1952).
- Hylleraas Über den Grundterm der Zweielektronenprobleme von H−, He, Li+, Be++ usw., Z. f. Physik, Volume 65, 1930, p. 209–225.
- Hylleraas Die Grundlagen der Quantenmechanik mit Anwendungen auf atomtheoretische Ein- und Mehrelektronenprobleme, Norsk Vid. Akad. Skrift., Mat.-Naturv. Kl., Oslo, 1932, Nr. 6.